# Raphael Sallinger
Raphael Lukas Sallinger (Klagenfurt, 8 de diciembre de 1995) es un futbolista austríaco que juega como portero en el Hibernian F. C. de la Scottish Premiership.

## Trayectoria
Debutó en la Bundesliga austriaca con el Wolfsberger AC el 29 de abril de 2017 en un partido contra el SV Mattersburgo.

## Estadísticas

### Clubes
Actualizado al último partido disputado el 20 de mayo de 2022.
| Club                               | Div.          | Temporada     | Liga  | Liga  | Copas nacionales | Copas nacionales | Copas internacionales | Copas internacionales | Total | Total |
| Club                               | Div.          | Temporada     | Part. | Goles | Part.            | Goles            | Part.                 | Goles                 | Part. | Goles |
| ---------------------------------- | ------------- | ------------- | ----- | ----- | ---------------- | ---------------- | --------------------- | --------------------- | ----- | ----- |
| SC Kalsdorf · Austria              | 3.ª           | 2012-13       | 8     | -19   | 2                | -3               | —                     | —                     | 10    | -22   |
| SC Kalsdorf · Austria              | Total club    | Total club    | 8     | -19   | 2                | -3               | 0                     | 0                     | 10    | -22   |
| 1. FC Kaiserslautern II · Alemania | 4.ª           | 2013-14       | 0     | 0     | —                | —                | —                     | —                     | 0     | 0     |
| 1. FC Kaiserslautern II · Alemania | 4.ª           | 2014-15       | 11    | -7    | —                | —                | —                     | —                     | 11    | -7    |
| 1. FC Kaiserslautern II · Alemania | 4.ª           | 2015-16       | 9     | -15   | —                | —                | —                     | —                     | 9     | -15   |
| 1. FC Kaiserslautern II · Alemania | Total club    | Total club    | 20    | -22   | 0                | 0                | 0                     | 0                     | 20    | -22   |
| Wolfsberger AC · Austria           | 1.ª           | 2016-17       | 1     | -2    | 0                | 0                | —                     | —                     | 1     | -12   |
| Wolfsberger AC · Austria           | 1.ª           | 2017-18       | 5     | -13   | 1                | -1               | —                     | —                     | 6     | -14   |
| Wolfsberger AC · Austria           | Total club    | Total club    | 6     | -15   | 1                | -1               | 0                     | 0                     | 7     | -16   |
| TSV Hartberg · Austria             | 1.ª           | 2018-19       | 0     | 0     | 1                | -3               | —                     | —                     | 1     | -3    |
| TSV Hartberg · Austria             | 1.ª           | 2019-20       | 1     | -3    | 0                | 0                | —                     | —                     | 1     | -3    |
| TSV Hartberg · Austria             | 1.ª           | 2020-21       | 1     | 0     | 0                | 0                | 0                     | 0                     | 1     | 0     |
| TSV Hartberg · Austria             | 1.ª           | 2021-22       | 5     | -9    | 2                | -2               | —                     | —                     | 7     | -11   |
| TSV Hartberg · Austria             | Total club    | Total club    | 7     | -12   | 3                | -5               | 0                     | 0                     | 10    | -17   |
| Total carrera                      | Total carrera | Total carrera | 41    | -68   | 6                | -9               | 0                     | 0                     | 47    | -77   |